# كل شيء على ما يرام (أغنية)
كل شيء على ما يُرام (بالإنجليزية: All Too Well)‏ هي أغنية للمغنية وكاتبة الأغاني الأمريكية تايلور سويفت مِن ألبومها الرابع أحمر (Red). الأغنية مِن كتابة تايلور سويفت وليزا روز ومِن إنتاج نايثن شابمان. لاقتْ الأغنية استحسان النقاد وقامت سويفت بأداءها في حفل جوائز غرامي 2014.

## تركيبة الأغنية
كُتِبَتْ الأغنية عبر مفتاح دو كبير الموسيقيّ وتبلغ سرعة الإيقاع فيها 94 إيقاع لكل دقيقة ويترواح صوت سويفت مفتاح فا الموسيقي إلى مفتاح ري الموسيقيّ. أغنية «كل شيء على ما يُرام» هي أول أغنية كُتِبتْ للألبوم. تعاونتْ سويفت في كتابة الأغنية مع ليزا روز التي تعاونتْ معها مُسبقاً في كتابة أغاني مِن قبيل أغنية «مكانك معي (You Belnig With Me)» وأغنية «دموع على غيتاري (Teardrop on My Guitar)» يُعتَقد أن الأغنية تتحدث عن صديق سويفت السابق الممثل الأمريكي جيك جيلنهال. الأغنية مِن إنتاج نايثن شابمان. تحدثتْ سويفت عن كتابة الأغنية فقالتْ:
| كل شيء على ما يرام (أغنية) | إن هذه الأغنية كانت أصعب أغنية كتبتها في الألبوم مِن ناحية عاطفية فقد استغرق تصفية الأحداث التي أردتُ الكتابة عنها في الأغنية وقتاً طويلاً لأني أردتُ أن أكتب عن ما حدث معي دون أن تتحوّل مدة الأغنية إلى 10 دقائق... لذا اتصلتُ بزميلتي ليزا روز... واستغرقتْ العملية الكثير مِن الوقت. | كل شيء على ما يرام (أغنية) |

## آراء النقاد
لاقتْ الأغنية استحسان النقاد واتفق الكثير منهم على أنها أفضل أغنية في الألبوم. أثنتْ مجلة سلانت على الأغنية ووصفتها بأنها ‘‘أفضل أغنية قدّمتها سويفت’’. وقالتْ ذا بروفيت بلوغ أن ‘‘مهارة [سويفت] في الكتابة تلمع في أغنية «كل شيء على ما يٌرام» حيث تتحدث عن علاقة رومانسية سابقة’’. أعطتْ مجلة بيلبورد مراجعة إيجابية للأغنية وقالتْ أن الأغنية تلائم ألبوم سويفت السابق انطق الآن (Speak Now) وأنها تتشابه مع أغنية «ملكي (Mine)» وأضافتْ المجلة ‘‘إن الأغنية موجودة في ألبوم أحمر (Red) لتُذكرنا بأن هذه الأغاني ستبقى دائماً في جعبة سويفت’’. أعطى موقع About.com الأغنية تقييم أربع نجوم مِن أصل خمسة. أثنى موقع بوبكراش على الأغنية لكنه انتقد انغماس كلمات الأغنية في التفاصيل. وصف موقع أيدولايتور الأغنية بأنها ‘‘درامية’’ لكنه قال ‘‘إنها هذا شيء جيد في حالة سويفت’’.

## الأداء التجاري
احتلتْ أغاني الألبوم عند إطلاقه في مُختلف المراكز في قوائم المبيعات حول العالم بسبب المبيعات الرقمية الكبيرة. احتلتْ أغنية «كل شيء على ما يُرام» المرتبة الـ 80 في قائمة بيلبورد هوت 100 واحتلتْ المرتبة الـ 59 في قائمة كاناديان هوت 100.

## الأداء الحيّ

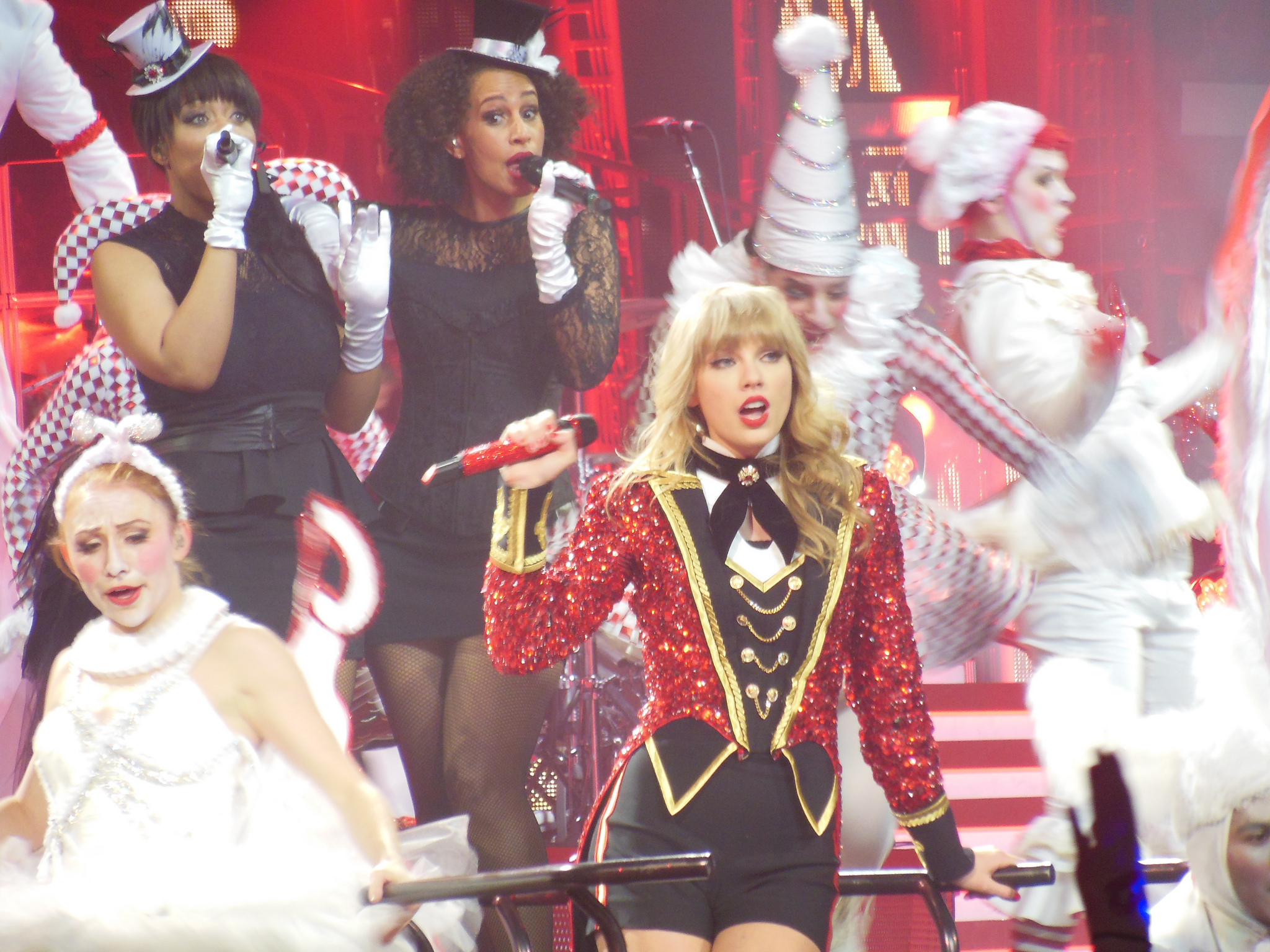
تايلور سويفت خلال الجولة الموسيقية للألبوم أحمر (Red)

أدتْ سويفت الأغنية في حفل جوائز غرامي في 26 يناير 2013. وصفتْ إيمي سكياريتو مِن بوبكراش أداء سويفت بأنه ‘‘لا يُنسى’’. أدتْ سويفت الأغنية خلال الجولة الموسيقية المصاحبة لألبوم أحمر (Red). أدتْ سويفت الأغنية في الجولة الموسيقية المصاحبة لألبومها اللاحق 1989 لمرة واحدة فقط في حفلها في ستيبلز سينتر في لوس أنجلوس بتاريخ 21 أغسطس 2015.

## أفراد العمل
- تايلور سويفت ــ كاتبة، صوت رئيسي.
- ليزا روز ــ كاتبة.
- نايثن شابمان ــ منتج.
- سام هولاند ــ التسجيل في استديو كونواي (لوس أنجلوس - كاليفورنيا).
- سكوت بورتشيتا ــ منتج منفذ.
- جون هاينز ــ هندسة.
- جو-آن توميناغا ــ منسق الإنتاج.

## قوائم المبيعات
| القائمة (2012)                     | الترتيب |
| ---------------------------------- | ------- |
| كندا (كاناديان هوت 100)            | 59      |
| الولايات المتحدة (بيلبورد هوت 100) | 80      |